# Чокто (окръг, Оклахома)
Окръг Чокто (на английски: Choctaw County) е окръг в щата Оклахома, Съединени американски щати. Площта му е 2075 km², а населението – 15 342 души (2000). Административен център е град Хюгоу.